# Porte Saragozza
 (juin 2024).
Si vous disposez d'ouvrages ou d'articles de référence ou si vous connaissez des sites web de qualité traitant du thème abordé ici, merci de compléter l'article en donnant les références utiles à sa vérifiabilité et en les liant à la section « Notes et références ».

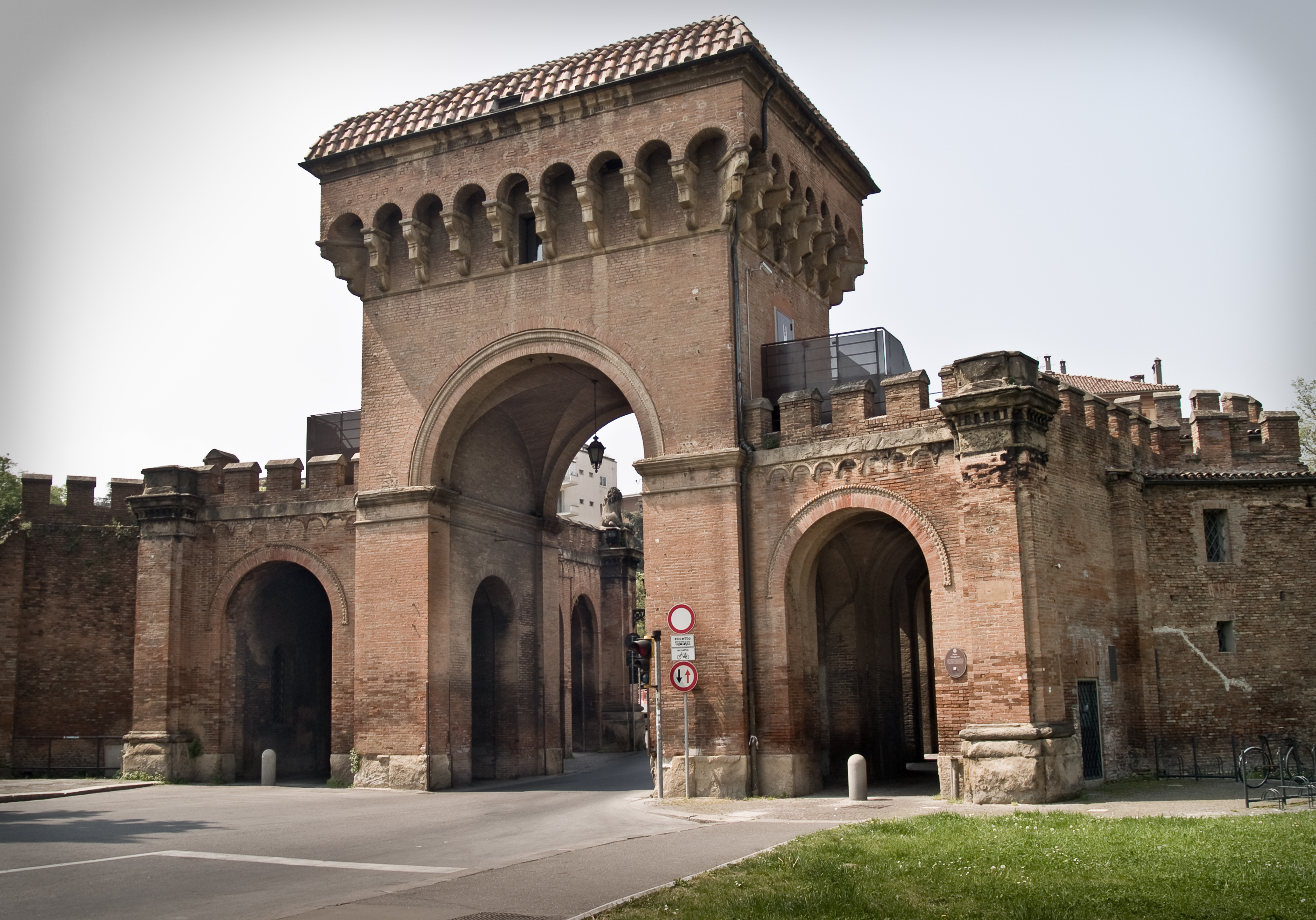

La Porte Saragozza de Bologne était l'une des portes des anciens murs médiévaux de la ville.

## Histoire
La porte a été construite aux 13e-14e siècles, et en 1334, comprenait un pont-levis traversant un fossé. Elle a peu été utilisée jusqu'en 1674, lorsque le long Portico di San Luca a été construit. À partir de là elle a été utilisé dans la procession annuelle d'une icône, allant du centre de la ville jusqu'à la Basilique della Beata Vergine di San Luca. Depuis cette époque, elle est devenue aussi connue comme la “Porta Sacra” ou la “Porta dei pellegrini” (Sainte Porte des Pèlerins), pour son placement sur la route vers le Sanctuaire de San Luca.
En 1859, la tour a été flanquée de tours avec créneaux sur les côtés, lui donnant ainsi sa forme actuelle.
Neuf des douze portes originales subsistent des anciens remparts (Cerchia del Mille) de Bologne. Parmi elles, la Porta Maggiore (ou Mazzini), la Porta Castiglione, la Porte San Felice, la Porta delle Lame, la Porta Galliera, la Porta Mascarella, la Porta San Donato, et la Porta San Vitale.